# 贡山柳
贡山柳（学名：Salix fengiana）是杨柳科柳属的植物，是中国的特有植物。分布在中国大陆的云南等地，生长于海拔3,500米至3,700米的地区，常生于山坡灌丛中，目前尚未由人工引种栽培。

## 异名
- Salix fengiana C. F. Fang et Ch. Y. Yang var. gymnocarpa P. Y. Mao